# ریکاردو رگنو
ریکاردو رگنو (انگلیسی: Riccardo Regno؛ زادهٔ ۱۲ اوت ۱۹۹۲) بازیکن فوتبال اهل ایتالیا است که برای پرو پاتریا بازی می‌کند.
از باشگاه‌هایی که در آن بازی کرده‌است می‌توان به بولونیا و لیورنو اشاره کرد.